# Lista de prefeitos de Santana do São Francisco
Esta é a lista de prefeitos de Santana do São Francisco, município do estado de Sergipe, Brasil.
| Nº | Nome                                                | Imagem                | Partido                                          | Início do mandato      | Fim do mandato                          | Observações                           |
| 1  | Gilson Guimarães Barrozo                            |                       | Partido da Frente Liberal PFL                    | 1º de janeiro de 1993  | 31 de dezembro de 1996                  | Prefeito eleito em sufrágio universal |
| 2  | Ernando Reinaldo Silva                              |                       | Partido do Movimento Democrático Brasileiro PMDB | 1º de janeiro de 1997  | 31 de dezembro de 2000                  | Prefeito eleito em sufrágio universal |
| 3  | Gilson Guimarães Barrozo, Barrozão                  |                       | Partido da Frente Liberal PFL                    | 1º de janeiro de 2001  | 31 de dezembro de 2004                  | Prefeito eleito em sufrágio universal |
| 3  | Gilson Guimarães Barrozo, Barrozão                  | 1º de janeiro de 2005 | Partido da Frente Liberal PFL                    | 31 de dezembro de 2008 | Prefeito reeleito em sufrágio universal |                                       |
| 4  | Ricardo José Roriz Silva Cruz                       |                       | Partido dos Trabalhadores PT                     | 1º de janeiro de 2009  | 31 de dezembro de 2012                  | Prefeito eleito em sufrágio universal |
| 5  | Maria das Graças Monteiro Feitosa Silva, Dona Preta |                       | Partido Social Cristão PSC                       | 1º de janeiro de 2013  | 31 de dezembro de 2016                  | Prefeita eleita em sufrágio universal |
| 6  | Gilson Guimarães Barrozo Júnior                     |                       | Partido Social Cristão PSC                       | 1º de janeiro de 2017  | 31 de dezembro de 2020                  | Prefeito eleito em sufrágio universal |
| 7  | Ricardo José Roriz Silva Cruz                       |                       | Partido Social Democrático PSD                   | 1º de janeiro de 2021  | 31 de dezembro de 2024                  | Prefeito eleito em sufrágio universal |
| 7  | Ricardo José Roriz Silva Cruz                       | 1º de janeiro de 2025 | Partido Social Democrático PSD                   | Atualidade             | Prefeito reeleito em sufrágio universal |                                       |